# Vallag
En vallag är en lag som reglerar hur val genomförs i ett land. Studiet av vallagar är både en juridisk (rättsvetenskaplig) disciplin och en statsvetenskaplig dito. Vallagar nämns ofta i olika länders författningar som i Italien, där artikel 48 reglerar detta, i Rysslands artikel 32 och Frankrikes författningsartikel 3.
Vallagar reglerar vanligen förhållanden som: vem som får rösta och kan bli vald, hur valet genomförs praktiskt, hur politiska grupper registreras och kan fungera, hur val och partier finansieras, hur röster skall räknas, hur valkretsar är uppdelade och hur brott mot lagen skall straffas eller överklagas.

## Svenska vallagen
Svenska vallagens första paragraf konstaterar att : "I denna lag finns bestämmelser om genomförande av val till riksdagen, landstings- och kommunfullmäktige samt Europaparlamentet. " ' Men lagurkunder finns även i regeringsformen (som är en grundlag) och kommunallagen. Lagen är uppdelad i fem avdelningar, femton kapitel och flertal paragrafer. 
Det står bland annat att val skall alltid hållas på söndagar. Att Sverige har en valmyndighet. Hur valkretsar är uppdelade. Vid val till Europaparlamentet får unionsmedborgare som inte är svenska medborgare delta. Den reglerar fördelning av mandat, hur val genomförs, hur röster räknas, att partier kan registreras och hur detta görs, 
Regeringsformens 3:e kapitel, 
- 1§ "Riksdagen utses genom fria, hemliga och direkta val" - I riksdagsval får både män och kvinnor rösta, ingen behöver berätta eller avslöja vad de röstat på och deras röst avgör utan omväg, vem eller vilka som kommer in i riksdagen. En röst per person.
- 2§ anger att "Rösträtt vid val till riksdagen tillkommer svensk medborgare som är eller någon gång har varit bosatt i riket. Den som icke har uppnått aderton års ålder senast på valdagen har ej rösträtt. " - alltså att alla svenska medborgare över 18 får rösta, om de bott i Sverige.

Rösträkningen är offentlig i Sverige, vem som helst får vara med och övervaka att den går rätt till. Detta görs även under överinseende av en valnämnd. 

### Valsedlar
Valsedlar har storleken A 6 (105 × 148 millimeter). De är av papper med samma kvalitet för samtliga valsedlar. Alla valsedlar som avser ett visst val, har samma färg. Partier som ställer upp i ett val, har rätt till valsedlar på statens bekostnad, OM något av de två senaste riksdagsvalen har fått mer än 1 % av rösterna i hela landet ELLER i förra valet blev representerat i kommunfullmäktige (vid val i kommuner), ELLER något av de två senaste valen till Europaparlamentet har fått mer än 1 % av rösterna i hela landet (för EU-val). Ett parti får dock inte hur många valsedlar som helst gratis, men kan köpa fler.

### Övrigt
Det finns även en valförordning, en slags föreskrifter i samband med val och en speciell lag som reglerar val till sametinget jämte förordning för detta. En lag, som reglerar att val skall vara proportionellt finns även (Lag om proportionellt valsätt (SFS 1992:339)). Brott i samband med val kan straffas enligt Brottsbalkens (SFS 1962:700) 17:e kapitel "Om brott mot allmän verksamhet m.m." till böter eller fängelse.